# Peter van Blois
Peter van Blois of Petrus Blesensis (Blois, circa 1135 –  , na 1204) was een dichter, staatsman en diplomaat in het Anglo-Angevijnse Rijk tijdens de Middeleeuwen.
Hij was tijdelijk (1166-1169) raadsman van regentes Margaretha van Navarra in het Normandische koninkrijk Sicilië.

## Levensloop

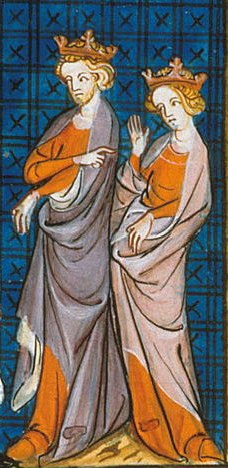
Hendrik II van Plantagênet en zijn vrouw Eleonora. Onder hun bestuur kende Peter van Blois het hoogtepunt van zijn diplomatieke en kerkelijke carrière.

Peter groeide op in een adellijke familie in het hertogdom Bretagne. Hij studeerde aan de abdijschool van Tours. Vervolgens studeerde hij klassieke talen en artes liberales in Parijs; hij was leerling van Johannes van Salisbury van wie bekend is dat hij in Parijs doceerde in de jaren 1140-1150. Peter was een bewonderaar van Johannes van Salisbury, filosoof en diplomaat, en later bisschop van Chartres. Nadien studeerde Peter af in het canoniek recht aan de universiteit van Bologna. 
Hij keerde terug naar Parijs waar hij afstudeerde als doctor in de theologie. Hij bleef er om artes liberales te doceren.
In 1166 stuurde Rotrud van Warwick, aartsbisschop van Rouen en Steward van Normandië, hem naar Sicilië. Peter behoorde tot het gevolg van Etienne du Perche, die er de hofhouding van regentes Margaretha van Navarra moest leiden. Van Etienne du Perche, de nieuwe kanselier van Sicilië, moest hij onderricht geven aan de minderjarige vorst Willem II van Sicilië; tutor Walter Offamilio moest zich terugtrekken. Peter werd in Palermo eveneens de zegelhouder van de koningin-regentes en haar directe adviseur.
Etienne du Perche en zijn volgelingen maakten zich niet geliefd bij de Normandische adel in Sicilië. Dat Peter een stevige invloed had op de opleiding van de jonge vorst, viel slecht bij de lokale baronnen. In 1169 vluchtte Peter weg uit Palermo en keerde naar Frankrijk terug, in tegenstelling tot Etienne du Perche die naar het Heilig Land vluchtte. Peter verbleef enkele jaren in Frankrijk. Dit was in de jaren 1170.
Hendrik II, koning van Engeland en heerser in Normandië en andere lenen van het koninkrijk Frankrijk, viste Peter op. Peter werd een van zijn hovelingen. Peter werd diplomaat in dienst van Hendrik II: zo reisde hij naar Parijs om Hendrik II te vertegenwoordigen bij de koning van Frankrijk. Aan het Normandisch-Engelse hof was Peter tegelijkertijd in dienst van de aartsbisschop van Canterbury. Naast zijn diplomatiek werk bij de paus in Rome en in Verona was Peter werkzaam als kanselier van de aartsbisschop van Canterbury. Hij werd tegelijkertijd aartsdiaken in de kathedraal van Bath. Op de kanselarij van Canterbury had Peter te maken met bisschoppen van over heel Engeland die hem om raad vroegen. In het bisdom Bath geraakte hij verstrikt in een ruzie tussen Canterbury en monniken in Bath.
Na de dood van Hendrik II in 1189 viel Peter onmiddellijk in ongenade. Koning Richard Leeuwenhart moest hem niet. Peter omschreef koning Richard als de nieuwe farao die Gods volk beledigde. Het was uiteindelijk koningin-weduwe Eleonora van Aquitanië die hem in haar dienst nam. Zodoende was Peter haar privésecretaris van 1191 tot 1195. Er blijft onduidelijkheid wat Peter deed in de laatste jaren van zijn leven; de laatste vermelding is in een akte van 1204. In zijn laatste levensjaren had Peter immers geen vast inkomen meer. Het staatsgezag en kerkelijk gezag dat hij uitstraalde in de tijd van koning Hendrik II was weg. Hij leefde in armoede zoals hij zelf schreef (1198).

## Werken
- Brieven. Van Peter van Blois zijn meer dan 230 brieven bekend, met wisselende inhoud. Zo bevatten deze aansporingen tot koning Hendrik II maar ook eenvoudige correspondentie met Normandisch-Engelse geestelijken. In een brief aan de aartsbisschop van Messina, de Engelsman Richard Palmer, spuwde hij zijn gal op de Sicilianen en hun Normandisch bestuur. Hij omschreef hen als ‘hatelijk volk’ dat leefde op ‘monstrueuze bergen’ waar de vulkaan Etna ‘vuur uit de hel’ uitspuwde.[3] Zijn oproep aan Richard Palmer om Sicilië te verlaten, kende geen gevolg. In een andere brief richtte hij zich tot de kerkelijke rechtbank van Chartres. Hij was er vernietigend over de rol van kerkelijke rechters: Het ambt van officialen, van wie u een aantal hebt verzameld, is tegenwoordig wetten verwarren, aanzetten tot geschillen, transacties annuleren, aanzetten tot vertragingen, de waarheid onderdrukken, de leugen aanmoedigen, het gewin navolgen, de rechtvaardigheid te verkopen, betalingen opleggen en omwegen regelen.[4] [5] In een brief uit het jaar 1198, in de jaren dat hij armoede kende, richtte Peter zich tot paus Innocentius III; daarin smeekte hij de paus om in zijn levensonderhoud te voorzien.
- Sermoenen.[6] Daarnaast zijn er 65 sermoenen van zijn hand bewaard gebleven; deze zijn in het Latijn geschreven. Het gaat om theologische werkstukken die soms polemiserend dan weer moraliserend zijn. Op politiek vlak zijn zijn oproepen tot een nieuwe kruistocht te vermelden; Peter kan er zich niet bij neerleggen dat Franse en Engelse edellieden zo weinig enthousiasme vertoonden om op kruistocht te gaan. Deze jammerklacht is duidelijk in zijn essay De Hierosolymitana peregrinatione acceleranda.[7] Een ander sermoen behandelt de twaalf nuttige aspecten van een beproeving.[8]
- Gedichten. Peter van Blois schreef gedichten, eveneens in het Latijn. Het gaat om satirische verzen over de politiek en moraal, en vooral dan over het gebrek aan moreel gezag van bijvoorbeeld de bisschoppen in Aquitanië. Peter schreef eveneens liefdesgedichten, waarvan sommige erotisch van aard waren.[9] Voor sommige gedichten waren dichters uit de Romeinse Tijd zijn inspiratiebron, zoals bijvoorbeeld Ovidius. In andere gedichten toonde Peter geen link met de Klassieke Oudheid. Een illustratie hiervan is bijvoorbeeld zijn pastourellen: dit is een liefdesverklaring tussen een ridder en een herderin. Een ander voorbeeld hiervan is zijn gedicht getiteld Dum Diane vitrea ofwel ‘Terwijl de godin Diana schitterde’. Zulke stukken kwamen niet voor in de Klassieke Oudheid.